# Горностаєв Іван Михайлович
Іван Михайлович Горностаєв (січень 1897, село Телєгіно Тейковського повіту Владимирської губернії, тепер Івановської області, Російська Федерація — розстріляний 25 серпня 1938, СРСР) — радянський військовий політпрацівник, дивізійний комісар, начальник політичного управління Київського військового округу.

## Життєпис
Народився в родині ткача. Закінчив сільську школу. До військової служби працював конторником. 
У 1916 році призваний до російської армії. У 1917 році закінчив військово-ветеринарні курси.
Член РСДРП(б) з червня 1917 року.
З 1918 року служив у Червоній армії, учасник Громадянської війни в Росії. Воював на Дону, під Петроградом, на Кубані, у Дагестані, обіймав посади політичного складу. Двічі поранений в 1919 році.
Після закінчення Громадянської війни перебував на відповідальних посадах політскладу у з'єднаннях та військово-навчальних закладах РСЧА. 
У 1925—1926 роках — заступник начальника політичного відділу 6-ї Орловської стрілецької дивізії РСЧА. З березня 1926 року — військовий комісар та начальник політичного відділу 6-ї Орловської стрілецької дивізії.
У 1928 році закінчив Курси удосконалення вищого політичного складу при Військово-політичній академії імені Толмачова. 
У серпні 1928 — березні 1929 року — військовий комісар Владивостоцької піхотної школи РСЧА імені Комінтерну.
У березні — вересні 1929 року — помічник начальника Ташкентської піхотної школи РСЧА з політичної частини.
У вересні 1929 — березні 1931 року — начальник політичного відділу 34-ї стрілецької дивізії РСЧА.
З березня 1931 до липня 1932 року — викладач з курсу політичної роботи Військово-технічної академії РСЧА. З липня 1932 до лютого 1933 року — викладач кафедри політичної роботи Військової академії механізації та моторизації РСЧА.
У лютому 1933 — лютому 1935 року — начальник політичного відділу 4-ї стрілецької дивізії РСЧА.
У лютому 1935 — липні 1937 року — помічник командира 11-го стрілецького корпусу з політичної частини.
У липні 1937 — лютому 1936 року — начальник політичного управління Київського військового округу. У лютому 1938 року «через політичну недовіру» звільнений у запас.
19 лютого 1938 року заарештований органами НКВС. Військовою колегією Верховного суду СРСР 25 серпня 1938 року за звинуваченням «в участі у військовій змові» засуджений до розстрілу. Вирок виконано того ж дня. 
Посмертно реабілітований визначенням Військової колегії Верховного суду СРСР від 11 липня 1956 року.

## Військові звання
- дивізійний комісар (1935)